# Хатчисон, Хенри
Хенри Хатчисон (англ. Henry Hutchison, 12 февраля 1997, Сидней) — австралийский регбист, центровой. Игрок сборной Австралии по регби-7, участник Олимпийских игр 2016 года.

## Карьера
Карьеру начал в составе клуба «Рэндвик» из Сиднея. Затем играл за «Мельбурн Райзинг» в национальном чемпионате. В 2017 году подписал контракт с «Мельбурн Ребелс» для выступлений в Супер Регби в сезоне 2018 года, но покинул клуб, не сыграв ни одного матча. 
Выступал за школьную и молодёжную сборные Австралии. В составе главной национальной команды Хатчисон дебютировал в июле 2015 года. В 2016 году был признан Новичком года в Мировой серии по регби-7 Входил в состав сборной Австралии на летние Олимпийские игры 2016 года. 